# Тимоте Атуба
Тимотѐ Атуба̀ (на френски: Timothée Atouba) е камерунски футболист, роден на 17 февруари.

## Кариера
Тимоте Атуба започва да тренира футбол в младежките формации на Минедук Яунде и Унион Дуала. През юли 2000 преминава в швейцарския Ньошател Ксамакс, а година и половина по-късно – в ФК Базел. През 2002 е избран за най-добър млад футболист на швейцарското първенство. През август 2004 г. Атуба отива в Тотнъм. Той обаче не успява да се наложи в отбора заради няколко леки контузии и факта, че прекалено офанзивният му стил на игра не пасва на тактическата схема на треньора. През лятото на 2005 г. Атуба и закупен от Хамбургер ШФ за 2,5 милиона евро, а договорът му е до 2009 г.
В мача от Шампионската лига срещу ЦСКА Москва на 6 декември 2006 Атуба се замесва в скандал. Вследствие на слабата му игра той бива сменен в 69-ата минута, а феновете го освиркват, обиждат на расова основа и замерват с пластмасови чаши за бира. В отговор Атуба им показва среден пръст четири пъти. За тази си постъпка е наказан от Хамбургер за два мача и трябва да плати парична глоба. Атуба се превръща от любимец на публиката в омразна личност.  По-късно, по време на зимния подготвителен лагер в Дубай, открито критикува ръководството на отбора, задето не му е било позволено да остане в Хамбург и да лекува контузия. В резултат на това, Атуба е изгонен от подготвителния лагер.  Междувременно Атуба отново показва добри игри и се помирява с феновете. През февруари 2008 г. е наказан с изваждане от отбора за три дни, след като закъснява да се върне за мач от Купата на УЕФА след участието му на Купата на африканските нации. През 2009, с отиването на Мартин Йол в Аякс, Атуба подписва със същия тим за 2 години.
За Камерун Атуба дебютира на 19 юни 2003 в мача за Купата на Конфедерациите срещу Бразилия. През 2004 участва в Купата на африканските нации, където стига до четвъртфинал.

## Успехи
- Сребърен медал от Купата на Конфедерациите през 2003 г.
- Носител на Купа Интертото – 2007
- Най-добър млад футболист на швейцарското първенство през 2002 г.

## Любопитно
- Женен, с две деца
- Месечната му сметка за телефон надвишава 3000 евро, защото често се обажда на роднините си в Камерун